# 로얄 웨딩
로얄 웨딩(Royal Wedding)은 미국에서 제작된 스탠리 도넌 감독의 1951년 코미디, 뮤지컬, 멜로/로맨스 영화이다. 프레드 아스테어 등이 주연으로 출연하였고 아서 프리드 등이 제작에 참여하였다.

## 출연

### 주연
- 프레드 아스테어
- 제인 포웰

### 조연
- 피터 로포드
- 사라 처칠
- 키넌 윈
- 앨버트 샤프
- 베아 앨런
- 윌슨 벤지
- 마가렛 버트
- 프란시스 베덴쿠트
- 윌리엄 카반
- 앤드레 카리스
- 매 클라크
- 카멘 클리포드
- 제임스 코너티
- 올리버 크로스
- 조안 데일
- 잭 데일리
- 이탈리아 드누빌라
- 헬렌 딕슨
- 마리에타 엘리어트
- 허버트 에반스
- 제임스 페어팩스
- 제임스 핀레이슨
- 베스 플라워스
- 알렉스 프레이저
- 잭 가갠
- 셜리 글리크먼
- 베티 해논
- 진 해리슨
- 도린 헤이워드
- 존 헤들로
- 제임스 호른 주니어
- 마리안 호로스코
- 웬디 하워드
- 토미 휴즈
- 샤롯 헌터
- 루실 라머
- 자넷 라비스
- 버지니아 리
- 주디 렌슨
- 헨리 르톤댈
- 리처드 루피노
- 스베트라나 맥리
- 쉬러 마이어스
- 필리스 모리스
- 레오나드 머디
- 케리 오데이
- 젯시 파커
- 스누브 폴라드
- 앨버트 폴렛
- 존 R. 레일리
- 셜리 진 릭커트
- 비올라 로체
- 팻 심스
- 버트 스티븐스
- 데이빗 터스비
- 디 터넬
- 도로시 터틀
- 조안 보즈
- 도로시 워드
- 팻 윌리엄스
- 에릭 윌턴
- 헬렌 윈스턴
- 도리스 월콧
- 윌슨 우드

## 제작진
- 조감독: 아비드 그리픈
- 세트: 에드윈 B. 윌리스
- 분장부문: 시드니 귈라로프
- 분장부문: 윌리엄 터틀